# Телеофталмологија
Телеофталмологија је грана телемедицине која пружа лечење очију применом дигиталне медицинске опреме и телекомуникационе технологије. Она данас пружа услуге очних специјалиста пацијентима у удаљеним областима, скрининг офталмолошких болести, дијагнозу, праћење  и учење на даљину. 

## Предности
Телеофталмологија  нуди неколико предности:
- елиминише потребу да пацијенти путују у главне медицинске центре,
- ограничава дуго чекање пацијената на прегледе специјалисте,
- омогућава да обучени техничари или медицинским сестре начине слике ока (обично фотографије фундуса и оптичку кохерентну томографију (ОЦТ), и да их потом безбедно пренесу преко  интернета офталмолозима на преглед,
- омогућава ефикасну тријажу, идентификацију пацијената којима су потребни специфични прегледи и одређивање хитности њиховог збрињавања,
- пружа исплатив дијагностички метод, посебно користан у досезању до удаљених популација и скринингу појединаца са већим ризиком од очних болести, као што су они са дијабетесом.

## Примена
Иако је очна фотографија у офталмологији присутна од раних 1980-их, пренос дигиталних слика са једне локације на другу ради медицинске процене релативно је скорашњи феномен. Успон дигиталног снимања раних 1990-их омогућио је офталмолозима и оптометристима да сниме слике ока и запамте их у компјутерима за будућу процену. Појава интернета омогућила је дигитални пренос  слика очнију на велику даљину са једне локације на другу.
Тренутна телеофталмолошка решења су генерално фокусирана на одређене проблеме ока, као што су:
- дијабетесна ретинопатија,
- ретинопатија недоношчади,
- макуларна дегенерација,
- страбизам,
- болести аднекса ока,

Мање уобичајена стања која се могу открити помоћу ретиналних слика су оклузије артерија и вена, хориоретинитис, урођене аномалије и тапеторетинална абитрофија. Неколико студија заснованих на популацији користило је снимање мрежњаче да повеже офталмолошке абнормалности са општим стањима, укључујући хипертензију, дисфункцију бубрега, кардиоваскуларни морталитет, субклинички и клинички мождани удар и когнитивна оштећења. 
Мобилне апликације су широко доступне у офталмологији и оптометрији као алати за тестове ока (оштрина вида, тест боја и преглед слика ока) иу образовне сврхе. ] Технолошки напредак у дигиталним уређајима за снимање ока многи сматрају кључним покретачима телеофталмологије. Недавно су нови модалитети снимања мрежњаче, као што је оптичка кохерентна томографија, способни да производе дигиталне слике мрежњаче са микрометарском резолуцијом, које се могу пренети у истраживачке или дијагностичке сврхе. Заједно са системима дизајнираним за здравствене раднике, појављују се системи усредсређени на пацијенте, за употребу од стране шире јавности.